# 염소 산화물

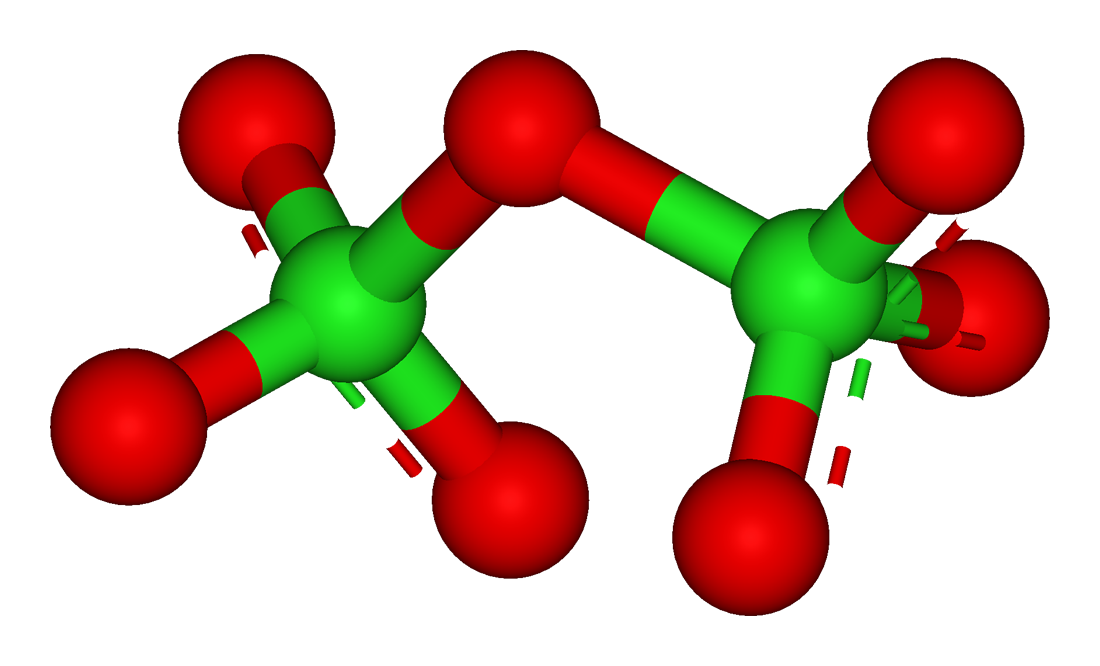
칠산화 이염소, Cl2O7

염소와 산소는 여러 방식으로 결합할 수 있다:
- 일산화 염소 라디칼, ClO•, 산화 염소(II) 라디칼
- 클로로페록실 라디칼, ClOO•, 과산화 염소(II) 라디칼
- 이산화 염소, ClO
2, 산화 염소(IV)
- 삼산화 염소 라디칼, ClO
3•, 산화 염소(VI) 라디칼
- 사산화 염소 라디칼, ClO
4•, 산화 염소(VII) 라디칼
- 일산화 이염소, Cl
2O, 산화 염소(I)
- 과산화 염소, Cl
2O
2, 일산화 염소 라디칼 또는 ClO 이량체, 과산화 염소(I)
  - 클로릴 염화물, ClO
2Cl, 산화 염소(0,IV)
  - 염소 아염소산염, ClOClO, 산화 염소(I,III)
- 삼산화 이염소, Cl
2O
3 as O−Cl−ClO
2, 산화 염소(III,V)
  - 삼산화 이염소, Cl
2O
3 as possible isomer Cl−O−ClO
2, 산화 염소(I,V)
  - 삼산화 이염소, Cl
2O
3 as hypothetical isomer O−Cl−O−Cl−O, 산화 염소(III)
- 사산화 이염소, 또한 과염소산 염소로 알려져 있으며, Cl
2O
4 or ClOClO
3, 산화 염소(I,VII)
- 오산화 이염소, Cl
2O
5 or ClOOClO
3,는 가설적이다.
- 육산화 이염소 또는 과염소산 클로릴, Cl
2O
6 or [ClO
2]+
[ClO
4]−
, 산화 염소(V,VII)
- 칠산화 이염소, Cl
2O
7, 산화 염소(VII)
- 팔산화 이염소, 산화 염소(VII) 과산화물 또는 사산화 염소 라디칼의 이량체, Cl
2O
8 or (OClO
3)
2

몇 가지 이온 또한 염소 산화물이다:
- 클로릴, ClO+
2
- 과염소산, ClO+
3
- 하이포아염소산염, ClO−
- 아염소산염, ClO−
2
- 염소산염, ClO−
3
- 과염소산염, ClO−
4

## 같이 보기
- 플루오린화 산소, 산화 브로민, 산화 아이오딘 – 유사한 산소 할로겐화물 및 할로겐 산화물
- 염화 황, 황 브롬화물, 황 아이오딘화물 – 유사한 황 할로겐화물, 일부는 염소 산화물과 원자가 등전자체이다.